# والتر روكي
والتر روكي (بالإسبانية: Walter Roque) (8 مايو 1937 بمونتفيدو في الأوروغواي - 30 ديسمبر 2014 بكاراكاس في فنزويلا) هو مدرب كرة قدم ولاعب كرة قدم أوروغواني في مركزي الوسط وجناح ‏. شارك مع منتخب الأوروغواي لكرة القدم. أما مع النوادي، فقد لعب مع أتلتيكو أتلانتا ورامبلا جونيورز.

## وصلات خارجية
- والتر روكي على موقع الاتحاد الدولي (مؤرشف)  (الإنجليزية)
- والتر روكي على موقع ناشيونال فوتبول تيمز (الإنجليزية)